# Yael Ronen

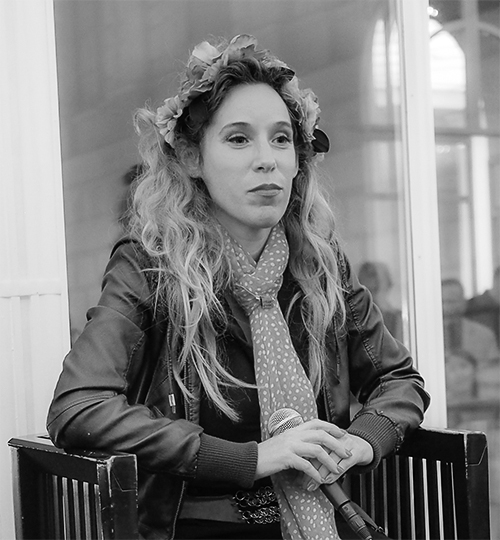
Yael Ronen, Oktober 2014

Yael Ronen (hebräisch יעל רונן) [jaʕɛl ronˈɛn] (geboren 16. September 1976 in Jerusalem) ist eine israelisch-österreichische Theaterregisseurin und Dramatikerin.
Seit der Spielzeit 2013/2014 ist sie Hausregisseurin am Maxim-Gorki-Theater in Berlin, arbeitete aber auch für das Schauspielhaus Graz, seit der Spielzeit 2015/2016 für das Volkstheater Wien und in der Spielzeit 2016/2017 für die Münchner Kammerspiele unter der Intendanz von Matthias Lilienthal. 2013 erhielt sie den Nestroy-Theaterpreis, 2017 den Europäischen Theaterpreis. Mehrere ihrer Stücke wurden zum renommierten Berliner Theatertreffen und zu den Autorentheatertagen am Deutschen Theater Berlin eingeladen.

## Leben und beruflicher Werdegang
Yael Ronen ist familiär vom Theater geprägt: Ihre Mutter Rachel Hafler ist Schauspielerin, ihr Vater Ilan Ronen seit 2004 Intendant des Israelischen Nationaltheaters Habimah in Tel Aviv, ihr jüngerer Bruder Michael Ronen ist ebenfalls Regisseur.
Während ihres zweijährigen Militärdienstes in Israel war sie Kulturkorrespondentin. Danach studierte sie am Studio HB in New York City Szenisches Schreiben und Schauspiel, am Seminar Hakibbutzim College of Education in Tel Aviv drei Jahre lang Regie. Sie begann ihre Arbeit als Regieassistentin ihres Vaters. Seit 2002 schreibt sie Stücke und inszenierte sie in Israel und zunehmend auch im Ausland. In Deutschland wurde sie mit dem Stück Plonter bekannt.
Sie lebt in Berlin und hat bisher in Israel, im deutschsprachigen Raum, aber auch in anderen europäischen Ländern inszeniert. Sie war bis 2015 mit dem Schauspieler Yousef Sweid verheiratet und hat mit ihm einen Sohn.
Von 2015 bis 2023 war Ronen Hausregisseurin am Maxim Gorki Theater in Berlin und arbeitet seit 2024 wieder als freie Regisseurin. Sie inszeniert unter anderem an der Schaubühne am Lehniner Platz. 2025 feierte ihr erstes Stück am Schauspiel Köln seine Uraufführung.

## Künstlerisches Arbeiten

### Arbeitsweise
In einem Teil von Yael Ronens Arbeiten ist der Text für die Schauspieler nicht vorgegeben, sondern er entsteht in einem Gruppenprozess.
So stammt etwa das Material für die Szenen von Dritte Generation aus Beobachtungen, die die Mitglieder des Ensembles auf der Straße, im Bus oder in Geschäften gemacht haben und aus den Gesprächen, die sie miteinander geführt haben. In Ronens Bühnentexte fließen die Lebensgeschichten der Schauspieler und Schauspielerinnen ein, die Stücke sind eine Kombination aus Realität und Fiktion.

„Dem Perfektionismus der Deutschen stehen zum Beispiel die Grobheit und der Humor der Israelis gegenüber. Ich suche immer Gruppen, die sich gegenseitig herausfordern. Daraus ergibt sich eine fruchtbare Arbeit.“

Meist sind die Texte erst kurz vor der Premiere fertig, die Sprache ist „schnörkellos und alltagstauglich“.

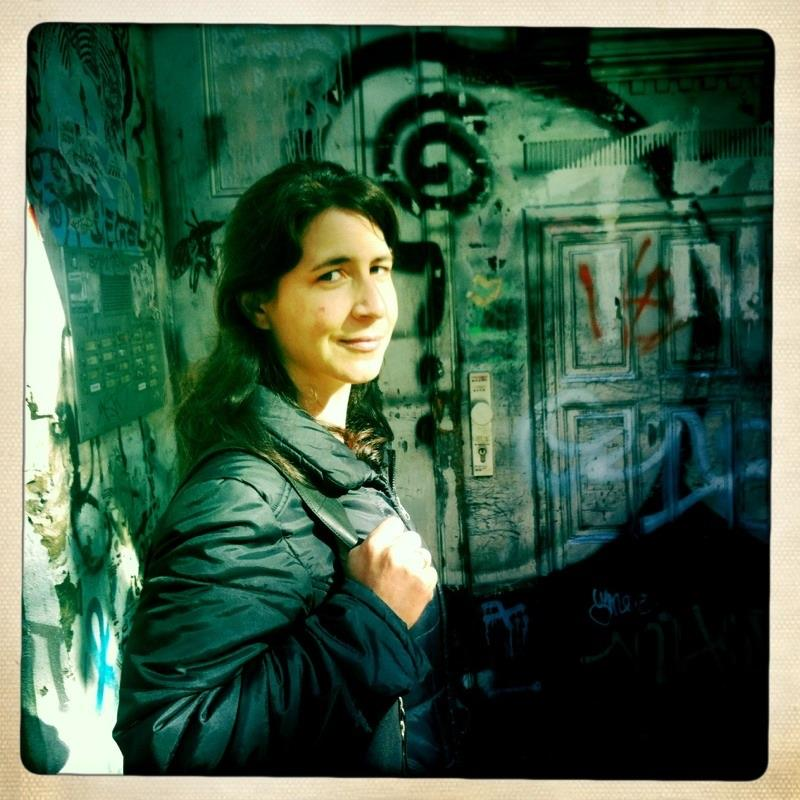
Orit Nahmias, September 2012

Die Schauspielerin Orit Nahmias war bisher in nahezu allen Produktionen von Yael Ronen am Maxim-Gorki-Theater vertreten und wird als Alter Ego der Regisseurin gesehen. Yael Ronen besetzt die Rollen in ihren Stücken teilweise auch „gegen den Herkunftsstrich“: So spielte Orit Nahmias mit blonder Gretchen-Flechtfrisur die polnische Nicht-Jüdin Yadwiga.
Ronen schrieb auch Stücke mit Dimitrij Schaad, Orit Nahmias und anderen.

### Themen
Yael Ronens Stücke haben meist einen aktuellen Hintergrund. Sie widmen sich komplexen, konfliktreichen Themen wie dem Verhältnis von jungen Israelis, Palästinensern und Deutschen oder Menschen, die aus dem ehemaligen Jugoslawien stammen. Positionen werden aufgezeigt, aber keine vereinfachenden Lösungen präsentiert. Auch wenn es kein Happy End gibt, liegt Hoffnung auf Verständigung in ihren Theaterprojekten.
Yael Ronen ist eine der wenigen Regisseurinnen, die mit israelischen und palästinensischen Schauspielern arbeitet, oft auch mit multinationalen Gruppen.

„Bei mir dreht sich immer alles um drei Themen: Erstens die Frage, was es bedeutet als Frau in dieser Gesellschaft zu leben, zweitens, was es bedeutet Israeli zu sein und sich mit der Politik dieses Landes auseinandersetzen zu müssen, und drittens die Frage nach der Macht des Theaters.“

Paarbeziehungen und Geschlechterrollen spielen in den meisten Stücken von Yael Ronen eine große Rolle. Dies lässt sich an den selbst erarbeiteten Stücken zeigen, etwa an  Erotic Crisis, aber auch an Stücken nach literarischen Vorlagen wie etwa Feinde – die Geschichte einer Liebe (2016) nach dem Roman von Isaac Bashevis Singer. In der Inszenierung legt Ronen den Schwerpunkt auf das „Beziehungschaos“ und treibt das Singersche Frauenbild „kulturübergreifend und boulevard-spritzig ins Klischee: Was wären Männer ohne Frauen!“:26

### Umsetzung in eigenen Inszenierungen
Humor und Emotionen spielen in ihren Inszenierungen eine große Rolle.

„Keine Frage: Die österreichisch-israelische Regisseurin Yael Ronen ist die lustigste Frau im deutschsprachigen Theater. Sie ist die Tina Fey der Bühne, die Amy Schumer der Stoffentwicklung. Kein noch so schwieriges Thema – vom Nahostkonflikt über Völkermorde bis zur aktuellen Flüchtlingskrise –, das durch ihren trockenen Humor nicht unverzagt mit all seinen Widersprüchlichkeiten ganz nah herangezoomt würde. Ronens Stärke ist es, große, weltpolitisch brisante Fragen in kleinen, persönlichen Geschichten zu verankern.“

Es komme, so Stefan Hilpold in Theater heute, auf jedes „Quäntchen Moral (…) eine große Portion Witz, auf jede Banalität eine überraschende Volte.“
Seit ihrem Stück Third Generation/Dritte Generation aus dem Jahr 2008 ist das Prinzip dieser Regisseurin: „Yael Ronen geht dahin, wo es wehtut. Und macht darüber Witze. Der Holocaust ist dabei auf die eine oder andere Weise immer präsent.“
Die Schauspieler setzt sie auch „gegen den Herkunftsstrich“ ein. So spielte die Israelin Orit Nahmias 2016 in Feinde – die Geschichte einer Liebe mit blonder Gretchen-Flechtfrisur die polnische Nicht-Jüdin Yadwiga.:27
Für Yael Ronens Theaterstil, der feinsinnige, aktuelle Themenlagen aufgreift, wurde bereits ein eigener Gattungsname vorgeschlagen. Die Dramaturgin Irina Szodruch charakterisierte Ronens Technik so: „Die Schauspieler werden zu Figuren, das Erlebte wird zu einer Szene – es ist überspitzt, kombiniert mit anderen Teilen ihres Lebens oder der Biografie von jemand anderem, erweitert, verändert, gepaart mit Yael Ronens Fantasie.“
Die Regisseurin gilt als „schneller Brüter des Theaters“. Ihre Stücke wurden 2017 in einem Artikel in der Süddeutschen Zeitung als „das Originellste“ bezeichnet, „das man derzeit an deutschen Stadttheatern sehen kann.“

### Exil Ensembleam Gorki Theater
Yael Ronen inszenierte ein Stück an dem vom Ayham Majid Agha geleiteten auf zwei Jahre angelegte, von der Kulturstiftung des Bundes und der Stiftung Deutsche Klassenlotterie Berlin je zur Hälfte geförderte Modellprojekt Exil Ensemble am Maxim Gorki Theater in Berlin. Es soll Wege erarbeiten, um geflüchtete Künstler dauerhaft in die deutschen Ensembles zu integrieren. Eine Gruppe aus sieben Schauspielern und Performern, die aus Afghanistan, Syrien und Palästina geflüchtet sind, hat zwei Jahre lang, bis Herbst 2018, Festanstellungen in Vollzeit am Maxim Gorki Theater. Dieses Ensemble soll in jeder Spielzeit zwei eigene Produktionen entwickeln und sich ganz generell auf die Arbeit an deutschen Bühnen vorbereiten.
Im April 2017 präsentierte das Exil Ensemble am Maxim Gorki Theater seine erste Uraufführung, das Deutschlandprojekt Winterreise.

## Werke (Auswahl)

### Plonter(2005)
In diesem Stück weigert sich ein Wehrpflichtiger der israelischen Armee, seinen Dienst anzutreten. Plonter bedeutet Verworren, Wirrwarr, Verstrickung. Klischees werden aufgebrochen: Im ersten Bild besucht ein palästinensisches Ehepaar eine jüdische Familie. Geplant war diese Einladung als Geste der Völkerverständigung. Doch weil die Gäste sich dem Opfer-Klischee der Gastgeberin so gar nicht anpassen wollen, kann es kein Happy End geben. Wie viele andere Stücke beruht auch dieses auf Erfahrungen, die Yael Ronen in ihrem eigenen Umfeld gemacht hat. Erstmals hat sie hier ein Stück mit einer Gruppe von Schauspielerinnen und Schauspielern aus verschiedenen Nationen gemeinsam erarbeitet.

### Antigone(2007)
In Yael Ronens Bearbeitung des Sophokles-Stoffes ist, anders als im Original, die Katastrophe bereits geschehen, als das Stück beginnt. Sie liegt also außerhalb des Ästhetischen. Schon die Eingangsthese des Stücks

„Ungeheuer ist viel. Doch nichts

Ungeheurer als der Mensch.“

zeigt, dass dieser Text die Grundsubstanz des Menschen zum Thema hat.
Zwar glaubt Antigones Bruder Haimon, in seiner Schwester eine Komplizin gegen das von Vater Kreon verkörperte Reich des Staats gefunden zu haben. Er wird als Selbstmordattentäter enden. Sie aber will „nicht den Staat ändern, sie entzieht ihm den Glauben.“ Sophokles’ Götter gibt es in diesem Stück nicht mehr.

### Third Generation/Dritte Generation(2008)
Basis ist die Geschichte einer deutschen, einer israelischen und einer palästinensischen Familie zwischen Berlin und Jaffa in den Jahren 1939 bis 1949. Zwei Generationen später treffen sie erneut aufeinander und setzen sich mit Erinnerung, Schuld und den Rollen von Tätern und Opfern auseinander, mit einem hohen Maß an Selbstironie.

### The Day Before the Last Day(2011)
Verschiedene Orte, verschiedene Zeiten, bleibende Themen: Die Auseinandersetzung mit Identität, Glauben und Religion steht im Berlin der Gegenwart und in einem Jerusalem des Jahres 2071 im Zentrum.

### Hakoah Wien(2012)
Im Auftrag der israelischen Armee soll der Soldat Michael Fröhlich in Europa Vorträge halten, um deren Image zu verbessern. In Wien spricht ihn die Psychotherapeutin Michaela Aftergut an, weil sie unter den Papieren ihrer verstorbenen Großmutter Liebesbriefe und ein Foto von Michaels Großvater gefunden hat. Die Spurensuche deckt auf, dass die Liebesbeziehung der beiden Großeltern durch die Auswanderung von Michaels Großvater nach Palästina 1936 ein Ende fand, auch, weil dieser mit seinem Wiener Leben abgeschlossen hatte. Michael findet heraus, dass sein Großvater beim jüdischen Sportverein Hakoah Wien Fußball spielte.

„Wien um 1930: Ein junger Jude träumt von einem Leben in Tel Aviv. Tel Aviv 2012: Der Enkel dieses Mannes träumt davon, österreichischer Staatsbürger zu werden. Beide müssen ihre Identität finden und zwar in einer Zeit der Gewalt, des drohenden Krieges. Den Hintergrund für diese Geschichte bildet das berühmte historische Fußballteam Hakoah Wien, aus dessen Reihen junge Männer aufbrachen, um den Staat Israel aufzubauen.
Die Geschichte, die wir erzählen, handelt von zwei Generationen der gleichen Familie, von Emigration, Nationalgefühl, Fußball und Männlichkeit.“

In diesem Stück werden Geheimnisse aufgedeckt, und bislang verborgene Seiten von Menschen kommen ans Licht: Michaela nimmt ihre jüdische Identität an, Michael fühlt seine österreichischen Wurzeln und Michaelas Mann Oliver entdeckt seine Homosexualität.
Ernste Themen werden dem Publikum mit viel Selbstironie und Witz dargeboten.

### Niemandsland(2014)
Die wahre Geschichte von Osama und Jasmin ist Grundlage dieses Stücks: Die Israelin Jasmina emigriert nach Österreich, um dort für Osama, der aus Palästina nicht ausreisen darf, Asyl zu erlangen. Auch andere Handlungsstränge zeigen Menschen in Spannungsfeldern zwischen unterschiedlichen Nationalitäten.

### Common Ground(2014)
Dieses Stück basiert auf einer Reise des Ensembles, dem fünf Schauspieler aus dem ehemaligen Jugoslawien, eine Deutsche und eine Israelin angehören, nach Bosnien. In Begegnungen mit Familienmitgliedern und Fachleuten brechen Emotionen auf. Besonders in der Konfrontation von Jasmina Music und Mateja Meded wird spürbar, welch existentielle biografische Veränderung der politische Konflikt zur Folge hatte: Beide sind ohne ihre Väter aufgewachsen; der eine ist ein mutmaßlicher Kriegsverbrecher, der keinerlei Reue für seine Taten zeigt, der andere wurde bei einem Pogrom in Bosnien getötet. Im Zentrum stehen die Themen Täter und Opfer, Vergessen, Erinnerung und Verzeihen, Vorurteile und blinde Flecken in der Wahrnehmung.
Dieses Stück wurde von der Kritik sehr gelobt: „Entstanden ist ein berührender Theaterabend, der durch die stellvertretende Versöhnung von Kriegskindern fast selbst zum historischen Ereignis wird.“ Die Fachzeitschrift Theater heute stufte Common Ground als eine der Inszenierungen des Jahres 2014 ein.

„Ronens Recherchen zeigen unspektakulär, was passiert, wenn sich die Koordinatensysteme in den Köpfen neu ordnen und gegeneinander verkanten – und dabei die Welt feindlich neu sortieren. Und erinnert, wie schnell auf europäischem Boden die postjugoslawische Normalität zerfallen [ist] und sich in ethnischen Schlächtereien aufgelöst hat. Was wiederum die nächste Generation in ihr Weltbild integrieren muss. Denn ohne Common Ground, wie brüchig auch immer, geht es nicht.“

### Erotic Crisis(2014)
Erotic Crisis widmet sich, anders als frühere Stücke, keinem ernsten politischen Thema, sondern dem Privatleben: Es geht um Sex in Langzeitbeziehungen und im Singledasein, auch und gerade wenn er nicht stattfindet oder als schlecht empfunden wird. Das Stück zeigt „das häusliche Schlafzimmer zweier heterosexueller Großstadtpaare und einer überzeugten Singlefrau“ und lebt vom „genaue[n] und bewertungsfreie[n] Blick auf die Erfahrungen der Beteiligten“.

„Das Theater ist wie ein Darkroom, in dem du das Unterbewusstsein von 600 Menschen penetrieren kannst.“

### Community(2014)
Das Stück spielt im Schauspielhaus Graz im Jahr 2018. Infolge einer Wirtschaftskrise wurde das Theater aus finanziellen Gründen geschlossen. Eine kleine Gruppe aus dem Ensemble versucht sich zu wehren und, auch unter Einbeziehung des Publikums, eine Solidargemeinschaft zu bilden. Beleuchtet werden Aspekte der beruflichen Realität von Schauspielern und die Frage, „welche Art von Gemeinschaft am Theater (schlimmer noch: am Stadttheater!) überhaupt möglich sein kann.“ Aber auch der Wert des Theaters für die Gesellschaft wird thematisiert. Das Stück endet mit der Räumung des Theaters durch die Polizei.

### Das Kohlhaas-Prinzip, frei nach Heinrich von Kleist(2015)
Yael Ronen benutzt hier nicht die Biografien der Schauspieler, sondern die Novelle Michael Kohlhaas von Heinrich von Kleist als „dramatisches Skelett“, das sie in die Gegenwart transportiert und auf zwei sich im Verlauf des Stücks begegnende Kohlhaas-Figuren aufspaltet: einen Berliner Fahrradfahrer, -händler und -erfinder, der von einem BMW-Fahrer beim rücksichtslosen Überholen über und über mit Dreck bespritzt wird, und den Unfallzeugen, einen palästinensischen Schafskäsehändler, der vom israelischen Geheimdienst als Kollaborateur eingestuft wurde und in Berlin Asyl beantragt hatte.
Mit viel Aktion, Humor und kurzweiligen Momenten wird ein „Protestbewegungs-Potpourri mit hohem Wiedererkennungs- und entsprechendem Amüsement-Faktor“ gezeigt. Nach Meinung von Eva Behrendt von Theater heute geriet bei dem Versuch, „…Das Kohlhaas-Prinzip in globale Zusammenhänge mit verschiedenen Rechtsauffassungen zu stellen […] der Kohlhaassche Kernkonflikt aus dem Fokus: Ist die Rechtsordnung überhaupt eine solche, wenn sie nicht für alle gleichermaßen verbindlich ist? Und wenn man sich wie Kohlhaas aus ihr verabschiedet und eben maßlos wird […], gleicht man dann nicht unweigerlich dem, was man eigentlich bekämpfen will?“.

### The Situation(2015)
„The Situation – das ist die vage Bezeichnung, in der im Nahen Osten Palästinenser wie Israelis die Komplexitäten ihres jahrzehntealten Konflikts beschreiben.“ In Berlin entsteht ein neuer Naher Osten: Menschen aus Israel und Syrien sind vor den Verhältnissen in ihren Heimatländern hierhergezogen, viele wohnen in Neukölln neben alt eingesessenen deutschen palästinensischen und libanesischen Familien. Es kommt zu „paradoxen Wiederbegegnungen“. Basis für das Stück waren die mit dem Nahost-Konflikt verbundenen Biographien der Schauspieler. In einem Deutsch- und Integrationskurs, der die lose Rahmenhandlung bildet, treffen sechs Darsteller aus Israel, Palästina, Deutschland und Syrien aufeinander, überfordert von der Situation und trotz allem dabei, um ein gutes Leben zu kämpfen. Am Wendepunkt, nach 90 Minuten „befreit belachtem Polit-Kabarett“ outet sich der Deutschlehrer als Migrant aus Kasachstan, ein Masterpiece of Integration, aber immer noch ohne Antwort auf die Frage, die das ganze Stück bestimmt: Wer bin ich? Der Abend endet mit Beispielen des Unmöglichen, „das manchmal doch geschieht“ und einem „There is still hope for us.“
Tobias Becker veranlasste dieses Stück zu dem Urteil: „Ronens Inszenierungen bieten das vielleicht beste politische Kabarett, das es zurzeit in Deutschland zu sehen gibt, aber sie bieten noch mehr: Pathos.“ Für Christine Wahl ist der Theaterstil Ronens bereits ein Markenzeichen: „Ronen bleibt Ronen und schlägt am Ende garantiert einen ihrer gewitzten Haken, weil kluger Humor wahrscheinlich wirklich das wirkungsvollste Konfliktentkrampfungsmittel ist.“ Jens Schneider nannte The Situation in einem Artikel in der Süddeutschen Zeitung „eine herausragende Produktion, ein kraftvolles Stück“. 2016 wurde The Situation mit einer Einladung zum Berliner Theatertreffen und den Mülheimer Theatertagen ausgezeichnet. Im Simmer 2017 war The Situation zu Gast bei den Bregenzer Festspielen.
Im Oktober 2023 sagte das Gorki Theater vor dem Hintergrund des Terrorangriffs der Hamas auf Israel geplante Vorstellungen von The Situation ab. Das Lachen angesichts der verfahrenen Situation im Nahen Osten, das dieses Stück auszeichne, sei in der gegenwärtigen Situation unerträglich. Die Nicht-Vorstellung, so die Intendantin Shermin Langhoff, kennzeichne „eine Leerstelle und ein notwendiges Innehalten“. Yael Ronen äußerte: „Ich fühle mich erdrückt und untröstlich über den verheerenden Kreislauf der Gewalt, in dem wir gefangen sind. Ich stehe jetzt am Randes des Abgrunds und schaue nach unten. Ich möchte immer noch an einer Vision von Hoffnung, Frieden, Freiheit und Gerechtigkeit für ALLE festhalten.“

### Lost and Found(2015)
Die Geschwister Maryam und Elias und ihre (Ex-)Partner kommen nach langer Zeit wieder einmal in der Wohnung ihrer Kindheit zusammen – um die Beerdigung des Vaters der beiden zu organisieren. Das Modell Familie steht auf dem Prüfstand, neue Konzepte sind gefragt. Da erreicht die Gruppe der Anruf eines aus dem Irak geflohenen Cousins, der darum bittet, am Wiener Westbahnhof abgeholt zu werden. Krieg, Flucht und Neubeginn fordern die Hipster heraus. „Es sind die kleinen, persönlichen Widersprüche, die den Abend tragen; die sympathischen Bioladen-Egomanen mogeln sich durch das Leben, in dem es oft keinen klaren, politisch korrekten Weg gibt.“
Das Stück beleuchtet „die Widersprüche und Überforderungen eines Großstadtmilieus, das es sich in seinem guten Gewissen bestens eingerichtet hat. Helfen ist eine gute Sache – nur stimme gerade mal eben das Timing nicht.“ Es geht um die „Zwiespältigkeiten und Unklarheiten beim Versuch, wenn schon kein gutes, so doch ein moralisch passables Leben zu führen.“
Ronen schafft es, „Betroffenheitskitsch“ zu vermeiden, indem das Stück das Geschehen rund um die Ankunft des Geflüchteten „mit demselben ironischen Unernst verhandelt wie die Luxusprobleme zuvor.“
Geplant war Lost and Found im Auftrag der Intendantin Anna Badora als Stück über junge Menschen, die in den Heiligen Krieg ziehen. Doch eine Schauspielerin am Volkstheater erhielt plötzlich den Anruf eines Cousins aus dem Irak, der am Wiener Hauptbahnhof angekommen war und Hilfe brauchte. Auch bei der Konzeption dieses Stücks ließ Yael Ronen also Biografisches einfließen.
2018 wurde das Stück mit Gutmenschen am Wiener Volkstheater fortgesetzt.

### Denial(2016)
Wie es der Titel nahelegt, beschäftigt sich das Stück mit der Verdrängung und Verneinung von Leid und Gewalt im familiären und gesellschaftlichen Alltag.
Wenn Michael Jackson als Musterbeispiel für einen Verdränger das erste Kapitel des Stücks eröffnet, wird im Publikum das Wissen über dessen unglückliche Kindheit abgerufen und die idealisierte Welt auf der Bühne durch das Lachen als Schein entlarvt.
In episodischen Szenen öffnen die Figuren, drei Frauen und zwei Männer, den Zuschauern die Tür zu ihren Traumata: Jimmy (Dimitrij Schaad) berichtet, wie ihm als Kind sexuelle Gewalt angetan wurde. Marian (Maryam Zaree) stellt ihrer Mutter erstmals Fragen zur lange zurückliegenden gemeinsamen Flucht aus dem Iran und erfährt, dass die Eltern im Iran im Gefängnis waren, der Vater sich nur wegen der erwarteten Tochter nicht umbrachte, die Mutter vermutlich gefoltert und in den schwangeren Bauch getreten wurde, ihre Tochter dort mit verbundenen Augen zur Welt bringen musste. Dorit (Orit Nahmias) lässt die Zuschauer an einer schrecklichen Entdeckung teilhaben: Ihr Vater ermordete berufsmäßig Palästinenser, und das, was auf einem Hinweisschild als „römisches Bad“ bezeichnet wurde, war einmal ein palästinensisches Dorf, das ihr Vater wohl geschleift hat. Olivio (Oscar Olivo) beschreibt ein Coming-out voller Verdrängungen im dominikanischen Milieu seiner Heimatstadt New York City, während hinter ihm die Mutter als aufgekratztes Carmen-Miranda-Double aufflackert. Shaydem (Çiğdem Teke) und Marian, ein lesbisches Paar mit Kind, reisen zur Hochzeit der Kusine in die Türkei und müssen ihre Beziehung dort verleugnen. Immer wieder werden kulturelle Unterschiede als Ursache und Rechtfertigung für Verdrängung genannt.
Auf Deutschlandradio Kultur sprach Tobi Müller von einer klugen Komödie, Ute Büsing urteilte, das Stück sei „überzeugend gemacht. Aber: Wuchtig.“
Kritisch wurde angemerkt, dass der Schwerpunkt des Verdrängten zu sehr im familiären Bereich liege und das Politisch-Gesellschaftliche zu kurz käme. Doch Georg Kasch vertrat die Meinung, die Suche nach dem Politischen im Privaten zeige gerade, wie durch Verdrängen Genozide und andere verleugnete Ungeheuerlichkeiten möglich werden.
Während Yael Ronen in früheren Stücken etwa mit einer gemeinsamen Reise (Common Ground) oder einem Deutschkurs (The Situation) eine stückinterne Begründung dafür präsentierte, warum die Figuren gemeinsam auf der Bühne stehen, verzichtet sie hier auf einen narrativen Rahmen und lässt nur durch einen Kostümwechsel den Wechsel von Charakter oder Eigenschaften deutlich werden. Dies, so die Kritik, bewirke, dass Schauspieler und Rolle stark verschmelzen, der Abend streckenweise „an eine Sketchparade“ erinnere und ausufere. Die Meinung zum Schluss des Stücks, einem LSD-Trip ins alles versöhnende Universum, rief ein geteiltes Echo hervor.
Mehrfach wurde beanstandet, das Stück sei „untheatral“, oft stünden die Schauspieler an der Rampe und sprächen ins Publikum. Häufig würden die Eltern ihren Kindern die verdrängten Geschichten in fiktiven Telefongesprächen erzählen, es würden Videoprojektionen eingespielt, aber szenisch finde fast gar nichts statt. Der emotionale Höhepunkt liege zu weit vorne. Doch zeige Denial auch sehr eindrucksvolle und für die Regisseurin typische Momente. Ein Beispiel dafür sei die Szene, in der Marian ihr Geheimnis offenbart. Es gelinge Ronen, durch die Verschmelzung von Erfundenem und biografischer Wirklichkeit der Schauspieler in den Zuschauern den Verdacht zu wecken, Marians Mutter sitze im Publikum und höre die verzweifelten Fragen ihrer Tochter gerade zum ersten Mal. Die Zuschauer blicken in dieser Szene auf den Rücken der Schauspielerin und die leicht verschwommene Projektion ihres Gesichts auf den von oben herabhängenden Papierstreifen. Die maximale Spannung des Stücks, so Franz Wille in Theater heute, sei erreicht, wenn Marians Gesicht „langsam immer mehr die Fassung verliert, wenn [Marian] sich schmerzhaft zu den peinigenden Fragen durcharbeitet, bis sie fast abbrechen muss und sich am Ende bei ihrer Mutter dafür entschuldigt, dass sie erst in diesem Stück wagt, sie darauf anzusprechen.“ Trotz komödiantischem Handwerk, hartem Zupacken und vielen Spielverwirrebenen zwischen Text und Biografie der Menschen auf der Bühne könne Yael Ronen am Ende doch die Gefühle der Zuschauer freisetzen, besonders die dunklen. Besonderen Anklang fand bei der Kritik eine Szene mit Schaad als Bauchredner.

### Point Of No Return(2016)
Die erste Münchner Inszenierung von Yael Ronen sollte ursprünglich Beziehungen im digitalen Zeitalter behandeln. Doch während der Proben ereignete sich der Anschlag in München 2016. Das Ereignis hatte eine tiefgreifende Wirkung auf das Ensemble, die dazu führte, dass die durch die Tat ausgelöste Angst und Schrecken zum Thema des Stücks wurde. Nun wird gezeigt, „wie die schreckliche Realität sich mit Angstvorstellungen und falsch verstandenen Erwartungshaltungen verbindet und noch schrecklichere Szenarien auf den Plan ruft“. Die Reaktionen der Schauspieler auf die Ereignisse werden zum Gegenstand des Stücks; dabei vermitteln die Akteure dem Publikum, dass sie durchaus auch in der ernsten Situation am Tag des Anschlags Rollen spielten und um ihre Wirkung als Schauspieler besorgt waren. So ließ etwa Wiebke Puls, die zur Tatzeit mit ihren Kindern in einer Theatervorstellung war, ihre Sprösslinge angesichts der Bedrohung malen, als „starkes Statement, dass wir sogar in Zeiten von Gewalt, Hass und Tod die Kunst wählen“ und freute sich, dass ihre Idee bei den anderen Zuschauern so gut ankam.
Die Süddeutsche Zeitung lobte den entlarvenden Humor des Stücks und sah es als wichtigen Beitrag gegen die Hysterie. Negativ bemerkt wurde dort, dass sich die Regisseurin „nicht auf die Kraft der Satire verlässt“, sondern eine „platte Moralkeule“ einsetzt: Ein Darsteller referiert „in aller Breite […], was statistisch gesehen eine größere Gefahr darstellt als der globale Terror – nämlich so ziemlich alles.“
Christine Dössel meinte, dass der Abend „zwar über die dunklen Tiefen des Themas […] allzu forsch hinwegwitzelt“ und kritisierte „politische Überkorrektheit und diskursive Beliebigkeit´“, lobte aber, dass das Stück „durch die Auflösung vielerlei Ängste im Gelächter auch etwas Befreiendes hat“.

### Winterreise(2017)
Dieses erste von Yael Ronen und dem Exil Ensemble erarbeitete Stück wurde im April 2017 am Maxim-Gorki-Theater in Berlin uraufgeführt.
Zu dessen Vorbereitung begaben sich die Künstler mit Yael Ronen auf eine Busreise durch deutsche Landschaften, um das deutsche Wesen, deutsche Rituale und Geschichten zu erkunden. Sie besuchten zehn Städte in Deutschland, Österreich und der Schweiz, um dann dem Publikum vermitteln zu können, wie sie die Alteingesessenen, ihre Sitten und ihre Art des Zusammenlebens empfinden.
Im Stück will der Deutsche Niels Bormann seinen Kollegen auf einer Bustour Dresden, Weimar, München, Mannheim und Hamburg das „romantische und das klassische Deutschland zeigen“, auch in Zürich wird Station gemacht. Doch die Realität zeigt ein anderes Deutschlandbild: In Dresden muss das Ensemble auf dem Weg zum Hotel durch eine Pegida-Demonstration, und einer der Architekten des KZs Buchenwald bei Weimar baute später Gefängnisse in Syrien, die das Regime bis heute nutzt.
Vom Publikum wurde das Stück bei der Uraufführung mit „enorme[m] Jubel und Bravo-Rufe[n]“ aufgenommen. Auch von der Kritik gab es viel Lob: „Geistreich, mit kraftvoller Emotionalität und dem originellen Einsatz verschiedener Stilmittel, wie Schauspiel, Gesang, Tanz, Video, bildender Kunst“ werde das Leben der Geflüchteten in Deutschland gezeigt, „oft verblüffend witzig, aber auch sehr nachdenklich“.
Christine Wahl lobte den für Yael Ronen, die „Meisterin der Deeskalationskomik“ typischen „offensive[n] Entwaffnungswitz“, Tobi Müller sprach von „gelungene[r] Comedy“ und „gute[n] Boulevard-Dialoge[n]“. Doch es gab auch kritische Stimmen: Es käme „wenig zum szenischen Miteinander“ und „die einzelnen Stationen dieser Deutschland-Winterreise erstarr[t]en mehr oder weniger zu Allgemeinplätzen.“.

### Roma Armee(2017)
Das Stück, gemeinsam mit Roma und Romnja erarbeitet, wurde von der Kritik als „kraftvoller Selbstermächtigungsabend“ einer Minderheit gewürdigt und das von den Romakünstlern Damian Le Bas und Delaine Le Bas gezeichnete Wimmelbühnenbild besonders gelobt. Ulrich Seidler sprach in der Berliner Zeitung von einem „Wechselbad der Stile und Spiel- und Sprechhaltungen“ in Roma Armee, sah aber den Stellenwert des Nationalstolzes im Stück kritisch.

### Gutmenschen(2018)
Bei diesem am Wiener Volkstheater entwickelten Stück handelt es sich um die Fortsetzung von Lost and Found aus dem Jahr 2015.
In der Wohnung der Bloggerin Maryam, die mit ihrem schwulen Freund Schnute inzwischen ein Kind hat, soll eine von Red Bull gesponserte Reality-Soap mit dem Titel Gutmenschen gedreht werden. Die drei bilden mit Maryams Bruder Elias, seiner Freundin Klara und dem irakischen Cousin Yousif Ahmad „eine lose Sippe, einen weltkulturellen Zellularverband“. Yousifs Asylantrag wurde abgelehnt, und die Reality-Soap soll als Plattform benützt werden, um die Öffentlichkeit für sein Schicksal zu sensibilisieren.
Der Standard schrieb von „angemessene[m] Applaus für beherztes Theater zur Zeit: ohne Ewigkeitsanspruch, aber mit hohem Gebrauchswert.“, die Süddeutsche Zeitung fand, das Stück sei „weniger well-made als der Vorgänger“. Manches wirke „recht grob gestrickt. Aber die Gags zünden, und der unverblümt offensive Gestus der Aufführung hat etwas Erfrischendes.“

### A Walk on the Dark Side(2018)
Bei einer Familienfeier wird „ein komplexes Geflecht von Abhängigkeiten, Lügen und offenen Wunden“ freigelegt, „in dem jeder mehr als nur eine Rolle spielt“.

### Yes But No(2018)
Yael Ronen bringt hier mit ihrem Ensemble „das ganze Spektrum der #MeToo-Debatte auf die Bühne“. Georg Kasch nannte das Stück in der Berliner Morgenpost „ein argumentationsstarkes, charmantes Musical“  mit „Anekdoten-Monologen, Argumenten, witzigen Auseinandersetzungen“. Das Zusammenleben wird als „Aushandlungs- und Lernprozess“ begriffen, und dies wird für die Zuschauer direkt erfahrbar: Im Anschluss an die Aufführung erprobt das Publikum unter Anleitung in kleinen Gruppen, wie es sich anfühlt, Nein zu sagen, wie der Respekt vor fremden Bedürfnissen gelebt werden kann. Ulrich Seidler beklagt in der Berliner Zeitung, das Stück setze zu sehr auf Konsens, der den Tod des Theaters bedeute.

### Genesis. A Starting Point.(2018)
Motive und Begebenheiten der Genesis werden hier Ausgangspunkt einer Befragung: Die „Allmacht und Einsamkeit Gottes, das Fehlen der weiblichen Position in der biblischen Schöpfungsgeschichte“ und der Monotheismus stehen auf dem Prüfstand, die Schöpfungsmythen anderer Kulturen werden betrachtet. Dem Stil der Regisseurin getreu wird dabei auf der Basis persönlicher Erfahrungen des Ensembles das Fremde im Eigenen „ebenso schonungslos wie großzügig“ offengelegt, „Sehnsucht nach Heiligkeit und traumatisch abwesende Väter sind (ge)wichtige Themen, die der Abend umkreist.“ Die Schauspieler agieren in den Rollen von Gott, Adam, Eva, der Schlange, Kain und Abel.
Das Stück wurde von der Kritik gemischt aufgenommen. Sven Ricklefs lobte im Deutschlandfunk Humor und große Ernsthaftigkeit ebenso wie den „Mut zum Pathos großer Bilder“ und „zugleich die notwendige Respektlosigkeit, um für heilige Mythen überraschende Varianten zu finden“.
In der Süddeutschen Zeitung wurde das Stück dagegen als „extrem unterkomplex, in manchen Szenen sogar himmelschreiend banal“. Einhelliges Lob gab es dagegen für das Bühnenbild von Wolfgang Menardi. Es besteht aus zwei riesigen Scheiben, die obere davon ein Spiegel, die eine quasi göttliche Perspektive auf die Figuren auf der unteren Scheibe ermöglicht. „Betörende Bilder, die Kraft aussenden und stolzes Pathos.“

### Third Generation – Next Generation(2019)
Mit zehn Jahren Abstand zu ihrem Stück an der Schaubühne Third Generation/Dritte Generation brachte Yael Ronen hier ein Stück auf die Bühne, in dem ebenfalls deutsche, israelische und palästinensische Schauspieler der dritten Generation nach der Shoah und der Gründung des Staates Israel zusammen, die „fiktionalisierte Versionen von sich selbst“ spielen.
Christine Wahl vom Tagesspiegel lobte, der Status quo werde „geradezu deprimierend klarsichtig auf den Punkt“ gebracht; „was im Ronen-Kosmos heißt: zum Totlachen präzise, zum Verzweifeln genau.“ Die Süddeutsche Zeitung bemerkte, Komik sei „in dieser Geisterbahn der Identitäten eine eher bittere Angelegenheit.“ Die von Dimitrij Schaad gespielte Rolle wurde in den Kritiken durchweg positiv hervorgehoben. Sein weitgehend passives Verhalten über weite Strecken des Stücks mündet gegen Ende in den Monolog eines „rechtspopulistischen Zündlers“; sie sei die „den gesellschaftlichen Gegebenheiten von heute angepasste Version einer Irgendwann ist auch mal gut-Rede“.

### Rewitching Europe(2019)
Grundlage für dieses Stück waren nicht die Biografien der Teammitglieder, sondern ein Plot um die Schauspielerin Ruth Reinecke. Sie hat vorgeblich eine uralte Figurine gefunden, durch die sie jetzt in Kontakt mit den Ahninnen tritt. Und die jüngeren Kolleginnen Lea Draeger, Orit Nahmias, Riah May Knight und Sesede Terziyan nehmen an den Menstruationsblutritualen zur Rettung der Welt teil. Auch in diesem Stück werde, so mehrere Kritiken, die für Yael Ronen typische Ironie spürbar. Doch mit den pointierten Stücken zum Israel-Palästina-Konflikt oder zu den Jugoslawienkriegen könne Rewitching Europe nicht mithalten.

### (R)Evolution. Eine Anleitung zum Überleben im 21. Jahrhundert.(2020)
Der zugespitzte Blick das Jahr 2040 ist von den Gesellschaftsdiagnosen des israelischen Historikers Yuval Noah Harari inspiriert. Dessen 21 Lektionen für das 21. Jahrhundert führen vor Augen, wie die Entwicklungen in der Biotechnologie und der Informationstechnologie dabei sind, unser Leben und unsere (Selbst-)Gewissheiten grundlegend zu erschüttern. Die Niederlande sind überflutet, elf Millionen Menschen in Zentraleuropa auf der Flucht, in Deutschland sind 60 Prozent der Arbeitsplätze nun von Maschinen besetzt. Alle Gletscher sind geschmolzen, Fridays for Future hat sich aus Verzweiflung über das Geschehen in eine Terrororganisation verwandelt, die eine Cyberattacke auf den Frankfurter Flughafen durchführt.
Der Tagesspiegel sprach von einem schnellen, intelligenten Abend.
Überwiegend positiv fiel das Urteil auch auf Nachtkritik.de aus: Trotz einer „gelegentlichen oberflächlichen Glätte“ und einer gewissen didaktischen Grundhaltung, mit der die Inszenierung sich selbst ausbremse, beweise dieser Abend, dass das Theater besser als jede Künstliche Intelligenz „den augenzwinkernden Zauber reproduzieren kann, mit dem hier lustvoll engagierte SpielerInnen auf die großen Fragen des Menschseins treffen.“ Dagegen meinte Peter Helling im NDR, die auf der Bühne dargestellte Version der Zukunft sei längst von der Gegenwart überholt.

### Death Positive - State of Emergency (2020)
Die Einschränkungen des Theaters unter Corona-Bedingungen werden gleich zu Anfang und auch dann immer wieder thematisiert: Was bleibt? Ist das überhaupt noch Theater?
Die Berliner Zeitung sah in dem „Theater ohne Dialoge, ohne Konflikte“, „ein Festival von Monologen, die ans Eingemachte gehen und mit komischen Hygieneslapsticks verbunden werden“. Auch die taz sprach von einer „tragikomischen Nummernrevue“, die zahlreiche Klischees bediene. In den Monologen von Knut Berger und Orit Nachmias zum Tod ihrer Eltern beweise das Stück jedoch eine Ernsthaftigkeit und konfrontiere das Publikum mit dem Tabu des Todes.

### Slippery Slope (2021)
In dieser „bitterbösen musikalische Revue über Kunst und Macht in einer postfaktischen Gesellschaft“ werden die Themen Cancel-Culture-Debatten und Identitätspolitik ebenso angesprochen wie MeToo und der Machtmissbrauch im Kulturbereich, der auch der Intendantin Shermin Langhoff vorgeworfen wurde. Der „Wunsch nach einfachen Wahrheiten und das Manipulationspotential einer guten Erzählstrategie“ werden verhandelt.
Das Stück erhielt durchgehend gute Kritiken. Es wurde auch zum Berliner Theatertreffen eingeladen. Peter Laudenbach urteilte in der Süddeutschen Zeitung begeistert, Slippery Slope sei „das entspannteste Ideologie-Zertrümmerungs-Musical seit Mel Brooks Springtime for Hitler“. 2023 wurde es auch im Metropoltheater in München aufgeführt.

### Operation Mindfuck (2022)
Das Stück führt vor, was geschieht, wenn Fake News auf soziale Medien treffen und karikiert das Narrativ von Verschwörungstheorien. Es zeigt auf ironische Weise, welche Rolle Trollfabriken in der digitalisierten Welt und im Politikbetrieb spielen können.
Der Kritiker André Mumot äußerte sich auf Deutschlandfunk Kultur lobend über „eine neue Art von schnell geschriebener, schnell gespielter, zeitkritischer Theaterkomödie“, die gerade am Gorki entstehe. Operation Mindfuck sei weniger ein assoziatives Theaterstück, wie es bei Ronen bisher oft auf autobiografischem Material der Mitwirkenden aufbaute. Vielmehr sei Operation Mindfuck wie schon sein Vorgänger Slippery Slope ein „Handlungsstück“, eine erzählte Geschichte. Im Freitag wurden dagegen die Vereinfachungen kritisiert, „die augenzwinkernde Kumpelhaftigkeit, mit der es sich der Abend in seinen dünnen Befunden gemütlich macht“.

### Planet B (2023)
Außerirdische planen ein Massenartensterben. In einer Reality TV-Show soll der Wettkampf ums Überleben zwischen Mensch (Nils Bormann), Panda (Maryam Abu Khaled), Huhn (Orit Nahmias), Ameise (Alexandra Sinelnikova), Fuchs (Aysima Ergün), Krokodil (Dimitrij Schad) und Fledermaus (Jonas Dassler) entschieden werden.
Georg Kasch (Nachtkritik) sprach von einem großartigen Theaterabend und sah im Stück „ein großes Untergangsständchen“ der Menschheit mit „Endzeithumor“. Barbara Behrendt nannte das Stück in der Theaterzeitschrift Die deutsche Bühne eine „komische, rasante Science-Fiction-Game-Show“. Sie führe zwar nicht zu neuen Erkenntnissen, zeige aber, „dass sich der lächerliche Umgang des Menschen mit dem Ende der Erde viel besser als rasante Science-Fiction-Komödie erzählen lässt, denn als Zeigefinger-Apokalypse“. Fabian Wallmeier schrieb für rbb24 Inforadio von einem „spaßigen Schauspiel-Fest“, dem man es verzeihe, dass der Wettkampfgedanke im Lauf des Stücks zurücktrete und die Sieger sehr plötzlich feststünden.

### Bucket List(2023)
Das Start-Up-Unternehmen Zeitgeist will eine Technologie entwickeln, um posttraumatische Belastungsstörungen durch das Verändern oder Löschen von Gedächtnis und Erinnerung zu behandeln. Das Stück entstand kurz nach dem Terrorangriff der Hamas auf Israel 2023 und ist ein Versuch der Traumabewältigung. Die Regisseurin konzipierte es gemeinsam mit dem Songwriter Shlomi Shaban als Musical.
Die Kritik war von diesem Stück sehr angetan. Peter Laudenbach schrieb in der Süddeutschen Zeitung: „Wenn Theater heilen kann, dann so.“ Barbara Behrendt bemerkte auf rbbKultur, dass von der ursprünglichen Idee der Bucket List zwar nur der Titel geblieben sei und die Science-Fiction-Geschichte nicht recht trage; aber es überwiege die ehrliche Ratlosigkeit und Trauer, die über die Kraft und den Trost der Kunst eine Verbindung zwischen Ensemble und Publikum schaffen würden. Besonders gelobt wurde die musikalische Bandbreite und die handwerkliche Perfektion der Jazz-, Rock-, Pop- und Tangoballaden. Tom Mustroph meinte in der taz: „Ein großes Thema wird in kleinen, gut verdaulichen Häppchen serviert. Das betrübt. Und es verwundert auch.“ Im Vergleich zu Ronens Witz und Schärfe, die sich in ihren Stücken am Gorki Theater zeigte, komme Bucket List „seltsam gedämpft daher“. Doch man könne hier auch eine neue Behutsamkeit sehen. In jedem Fall sei dies „eine Inszenierung ganz eigener Art“.

### State of Affairs (2024)
Ein Theaterteam, das gerade das Stück State of Affairs probt, wird von einer zukünftigen Zivilisation kontaktiert: Das Stück wird sich angeblich auf zukünftige Generationen, ja auf die gesamte Erde negativ auswirken. Um das zu verhindern, wird ein anderes Stück teleportiert, doch dabei gibt es Pannen. Kollegiale Befindlichkeiten im Theatermilieu werden dabei ebenso offengelegt wie zwischenmenschliche Verwicklungen und die Frage nach der Rolle von Kunst in Krisenzeiten.
Auf ndr.de wurde das Bühnenbild als „kongenial“ hervorgehoben und das Ensemble als „großartig“ bezeichnet. Insgesamt sei es ein „rasanter, kluger“ Abend. Er setze „durchaus auf schrille Effekte“ und habe Mut zu Albernheiten, bleibe seinem ernsten Kern aber treu. Auch Stefan Forth zeigte sich auf nachtkritik.de begeistert. Das Springen der Darstellenden „von der Komödie in die Tragödie, vom Lauten ins Leise, vom verzweifelt Nachdenklichen ins selbstironisch Eitle und wieder zurück[...]“ sei „große Kunst“. Theater wie dieses bleibe „lebendig und relevant“. Till Briegieb dagegen nannte in der Süddeutschen Zeitung das Stück „allzu ironisch“. Es sei zwar „pointensicher gespielt und inszeniert, aber auch reichlich flach“. Es bleibe offen, was genau hier satirisch kritisiert werde.

### Collateral Damage (2025)
Während die Welt im Chaos zu versinken droht, arbeiten vier Geschwister am Sterbebett ihres Vaters ihre Familiengeschichte auf. Dessen Firma war in illegale Waffengeschäfte verwickelt gewesen, und seine Kinder werden durch einen unerwarteten Gast dazu gezwungen, sich zu ihren wahren Werten und Interessen zu bekennen.
Alexander Menden urteilte in der Süddeutschen Zeitung, Ronen sei „ein rasanter kleiner Thriller“ mit dem Wunsch gelungen, „zu  unterhalten und dabei ein paar sehr relevante Fragen zu stellen“. Die Kölnische Rundschau lobte vor allem das Bühnenbild, der Kölner Stadt-Anzeiger die Dialoge zwischen Nikolaus Benda und Yuri Englert.

## Inszenierungen
- 2002 Picasso’s Wives von Yael Ronen, Herzlia Theater Ensemble.
- 2003 The goodlife guide/The Guide to Good Life (Reiseführer in das gute Leben) von Yael Ronen, Israelisches Nationaltheater Habimah, Tel Aviv und Städtisches Theater Beʾer Scheva.
- 2004 Happy New Year to the Farmers in the North von Yael Ronen, Tel Aviv Fringe Center.
- 2005 Plonter[5] von Yael Ronen und Ensemble, Cameri-Theater, Tel Aviv; ausgezeichnet mit dem Rosenblum-Preis der Stadt Tel Aviv; viele Gastspiele weltweit, z. B. beim Stuttgarter Europa-Theatertreffen, 2006; beim 7. Festival Internationale Neue Dramatik in der Schaubühne am Lehniner Platz, Berlin, 2007; Theater Ulm, 10. April 2008.
- 2005 Rosenkrantz und Güldenstern sind tot
- 2005 Die Verrückte
- 2006 Isabella/Izabella von Yael Ronen, Städtisches Theater Beʾer Scheva.
- 2006 Witchcraft von Yael Ronen, Itim Theater Ensemble, Cameri-Theater Tel Aviv[122]
- 2007 Reiseführer in das gute Leben[122] von Yael Ronen, Szenische Lesung, eingerichtet von Barbara Weber, F. I. N. D. 7 – 7. Festival Internationale Neue Dramatik, Schaubühne am Lehniner Platz, Berlin.
- 2007 Antigone, Bearbeitung von Yael Ronen, nach Sophokles, Deutsch von Nina Steinhilber, (Staatsschauspiel Dresden, Premiere am 12. Dezember 2007);[122] Teilnahme am Festival Radikal jung am Münchner Volkstheater, 2008.
- 2008 Nut Case von Yael Ronen, Israelisches Nationaltheater Habimah, Tel Aviv.
- 2008 Tykocin/Bat Yam von Yael Ronen, Wrocławski Teatr Współczesny, Breslau.
- 2008 Third Generation/Dritte Generation von Yael Ronen und Ensemble, Koproduktion der Schaubühne am Lehniner Platz, Berlin, und des Israelischen Nationaltheaters Habimah, Tel Aviv; Uraufführung beim Festival Theater der Welt in Halle, Auftragswerk für dieses Festival; zahlreiche Gastspiele.[123]
- 2009 The Day Before the Last Day von Yael Ronen und Ensemble, Koproduktion der Schaubühne am Lehniner Platz, Berlin, und des Israelischen Nationaltheaters Habimah, Tel Aviv, Uraufführung.[124]
- 2012/2013 Hakoah Wien, von Yael Ronen und Ensemble, (Schauspielhaus Graz), Uraufführung 13. Oktober 2012; 2014/2015: Saisontransfer ans Maxim-Gorki-Theater: 2015/2016: Übernahme vom Volkstheater Wien
- 2013/2014 Niemandsland[12], von Yael Ronen und Ensemble, Schauspielhaus Graz.
- 2013 Der Russe ist einer, der Birken liebt von Olga Grjasnowa (Maxim-Gorki-Theater), Berlin, Uraufführung.
- 2014 Common Ground, Maxim-Gorki-Theater, Berlin, Uraufführung; Gastspiele u. a. am Residenztheater (München) im Oktober 2014[9] und im Juni/Juli 2016 bei Theatertreffen in Peking, Shanghai und Warschau[125]; Teilnahme am Stuttgarter Europa-Theatertreffen (SETT), veranstaltet vom Theater tri-bühne, im November 2014.
- 2014 Erotic Crisis,[126] Maxim-Gorki-Theater, Berlin, Uraufführung.[127]
- 2014 Community[128] von Yael Ronen und Company, Schauspielhaus Graz, Uraufführung.
- 2015 Das Kohlhaas – Prinzip, frei nach Heinrich von Kleist, Maxim-Gorki-Theater, Berlin,[129] Uraufführung 23. Mai 2015
- 2015 Überzeugungskampf, Volkstheater Wien[130]
- 2015 The Situation, von Yael Ronen und Ensemble, Maxim-Gorki-Theater, Berlin,[131] Uraufführung 5. September 2015.
- 2015 Lost and Found, von Yael Ronen und Ensemble, Volkstheater Wien, Uraufführung am 18. Dezember 2015.[132]
- 2016 Feinde – die Geschichte einer Liebe, von Isaac Bashevis Singer, Maxim-Gorki-Theater, Berlin[133]
- 2016 Denial, von Yael Ronen und Ensemble, Maxim-Gorki-Theater, Berlin, Premiere am 9. September 2016.
- 2016 Point of No Return von Yael Ronen und Ensemble, Münchner Kammerspiele, Uraufführung am 27. Oktober 2016.[134]
- 2017 Winterreise von Yael Ronen und dem Exil Ensemble, Maxim-Gorki-Theater, Berlin, Uraufführung am 8. April 2017.
- 2017 Roma Armee von Yael Ronen und Ensemble, Maxim-Gorki-Theater, Berlin, Uraufführung am 14. September 2017[135]
- 2018 Gutmenschen von Yael Ronen und Ensemble, Volkstheater Wien, Uraufführung am 11. Februar 2018[64]
- 2018 A Walk on the Dark Side von Yael Ronen und Ensemble, Maxim-Gorki-Theater, Berlin, Uraufführung im April 2018.[83]
- 2018 Yes But No. Eine Diskussion mit Songs von Yael Ronen und Ensemble, Maxim-Gorki-Theater, Berlin.[136]
- 2018 Genesis. A Starting Point. von Yael Ronen und Ensemble, Münchner Kammerspiele, Uraufführung am 28. Oktober 2018.[137]
- 2019 Third Generation – Next Generation von Yael Ronen und Ensemble, Maxim-Gorki-Theater, Berlin, Uraufführung im März 2019.[138]
- 2019 Rewitching Europe.  von Yael Ronen und Ensemble, Maxim-Gorki-Theater, Berlin, Uraufführung im November 2019.[139]
- 2020 (R)Evolution. Eine Anleitung zum Überleben im 21. Jahrhundert. von Yael Ronen und Dimitrij Schaad, Thalia Theater, Hamburg, Uraufführung am 29. Februar 2020.[140]
- 2020 Death Positive - States of Emergency von Yael Ronen und Ensemble, Maxim-Gorki-Theater, Berlin, Uraufführung im Oktober 2020.[141]
- 2021 Slippery Slope von Yael Ronen, Maxim-Gorki-Theater, Berlin, Uraufführung im November 2021[142]
- 2022 Operation Mindfuck von Yael Ronen und Dimitrij Schaad, Regie Yael Ronen, Maxim-Gorki-Theater, Berlin, Uraufführung im Mai 2022[143]
- 2022 Blood Moon Blues von Yael Ronen und Orit Nahmias, Regie Yael Ronen, Maxim-Gorki-Theater, Berlin, Uraufführung am 20. November 2022[144]
- 2023 Planet B von Yael Ronen und Itai Reicher, Regie Yael Ronen, Maxim-Gorki-Theater, Berlin, Uraufführung am 8. Juni 2023[145]
- 2023 Bucket List von Yael Ronen und Shlomi Shaban, Regie Yael Ronen, Schaubühne, Berlin, Uraufführung am 9. Dezember 2023[146]
- 2024: State of Affairs von Yael Ronen, Regie Yael Ronen, Thalia Theater, Hamburg, Uraufführung am 4. Mai 2024[116]
- 2024: Replay von Yael Ronen, Regie Yael Ronen, Übersetzung Irina Szodruch, Schaubühne, Berlin, Uraufführung am 14. Dezember 2024[147]
- 2025: Collateral Damage von Yael Ronen, Regie Yael Ronen, Schauspiel Köln, Uraufführung 8. Mai 2025[120]

## Nominierungen und Auszeichnungen
- 2009 Nominierung für den Europa-Preis für das Theater[148] (New Theatrical Realities Prize).
- 2010 Auszeichnung der Zeitschrift Theater heute: Ausländisches Stück des Jahres für das Stück Dritte Generation (Schaubühne am Lehniner Platz).
- 2013 Nestroy-Theaterpreis für das Stück Hakoah Wien (Schauspielhaus Graz) in der Kategorie „Beste Bundesländeraufführung“.
- 2014 Nominierung für den Nestroy-Theaterpreis für das Stück Common Ground (Maxim-Gorki-Theater) in der Kategorie „Beste deutschsprachige Aufführung“.
- Mai 2015 Einladung des Stücks Common Ground (Maxim-Gorki-Theater) zum Berliner Theatertreffen 2015. Mit dieser Einladung zum Berliner Theatertreffen wird das Stück als eine der zehn bemerkenswertesten Theateraufführungen der vergangenen Spielzeit im deutschsprachigen Raum gewürdigt. Es erhielt „den frenetischsten Applaus des Theatertreffens“.[149]
- 2015 Nominierung für den Mülheimer Dramatikerpreis,[150] Erhalt des Publikumspreises der Stücke 2015 bei den Mülheimer Theatertagen[151]
- 2016 Dorothea-Neff-Preis (Beste Regieleistung in der Spielzeit 2015/2016) für Hakoah Wien und Lost and Found[152]
- 2016 Einladung des Stücks The Situation zum Berliner Theatertreffen und zu den Mülheimer Theatertagen, Auszeichnung als deutschsprachiges Stück des Jahres von Theater heute[153]
- 2016 Nestroy-Theaterpreis in der Kategorie Bestes Stück – Autorenpreis für Lost and Found am Volkstheater Wien[154][155]
- 2017 Preis des Deutschen Theaterinstituts (Deutsches Zentrum), dotiert mit 3000 Euro. Aus der Begründung: „Yael Ronen betritt mit ihren Inszenierungen das verminte Gelände interkultureller Konflikte. Aber wie! Ihre Arbeit ist spielerisch, unbefangen, leicht, unideologisch, nie moralinsauer oder politically correct.“[156][157]
- 2017 Europäischer Theaterpreis für Neue Realitäten[158]
- 2017 Einladung zu den Autorentheatertagen am Deutschen Theater Berlin mit Point of no Return[159]
- 2018 Einladung zu den Autorentheatertagen am Deutschen Theater Berlin mit Gutmenschen[160]
- 2022 Einladung des Stücks Slippery Slope Almost a Musical zum Berliner Theatertreffen
- 2024 Berliner Bär (B.Z.-Kulturpreis)[161]
- 2024 Einladung des Stücks Bucket List zum Berliner Theatertreffen[162]

## Ausstellungen
- 2010 Regie-Frauen, Deutsches Theatermuseum, München.[163]